# Inocellia japonica
Inocellia japonica là một loài côn trùng trong họ Inocelliidae thuộc bộ Raphidioptera. Loài này được Okamoto miêu tả năm 1917.